# ションデル・アルフレッド
ションデル・アルフレッド（Shondell Alfred、1978年4月14日 - ）は、ガイアナ出身の女子プロボクサーである。

## 来歴
1999年2月19日、プロデビュー。
デビューから3連勝も、Doris Hackl、リサ・ブラウンに2戦連続TKO負け。
2001年に連敗を止めた後、4連勝したものの、2連敗を喫したが、2004年10月22日、Vicki Boodramから3回TKOでWIBAイベリア・アメリカバンタム級王座奪取。
その後のノンタイトル1勝1敗を挟み、2009年4月25日、Stephaney Georgeが持つガイアナ同級王座に挑戦し判定で王座奪取。
9月26日、Corinne Van Ryck DeGrootと空位のWIBA世界同級王座を争い、3-0判定で同王座獲得。
2010年6月5日、DeGrootとのダイレクトリマッチを4回TKOで制して初防衛。

## 戦績
- 18戦13勝4KO3敗1分け

## 獲得タイトル
- WIBA世界バンタム級